# 娑葛
娑葛（7世纪？—711年），唐朝时期突厥别部突骑施汗国的第一任可汗。
父亲乌质勒，与安西大都护郭元振商谈时，受风寒病死。娑葛要杀郭元振为父亲报仇，但是郭元振亲自吊孝，获得了娑葛的理解。神龙二年（706年）十二月廿八，唐中宗命娑葛袭封嗢鹿州都督、怀德王，拜左骁卫大将军兼卫尉卿。乌质勒部将闕啜忠節不服，与娑葛互相攻击，忠節不能抵抗，郭元振请朝廷命忠節入朝宿卫。在播仙城安西经略使周以悌劝说忠節，结交宰相宗楚客、纪处讷，安西兵联合吐蕃，郭虔瓘联合拔汗那，攻打娑葛，以阿史那献统治西突厥十姓。忠節便向宗楚客上书，宗楚客等就这么办了。郭元振上书请制止，说吐蕃和拔汗那有野心，而阿史那献没有威望，不能靠他们消灭突骑施。宗楚客不听，以御史中丞馮嘉賓持節安撫忠節，侍御史呂守素處置四鎮，以將軍牛師獎為安西副都護，發甘、涼以西兵，联合吐蕃，討娑葛。娑葛与弟弟遮努领军二万，攻龟兹、拨换（今新疆阿克苏）、疏勒、焉耆，迎战唐军。郭元振在疏勒不敢出兵，景龙二年（708年），娑葛生擒忠节，杀死馮嘉賓、呂守素，十一月初二，娑葛自立为可汗，建号贺腊毗伽十四姓可汗。二十五日，娑葛在火烧城打败牛師獎，攻克安西都护府的驻地龟兹。上表唐中宗，求宗楚客的人头。宗楚客以阿史那献为十姓可汗，周以悌代替郭元振，大军集结在焉耆，对抗突骑施。娑葛写信向郭元振表明心迹，郭元振将娑葛的信承奏朝廷。宗楚客以为郭元振通敌，想问罪于他。郭元振派儿子郭鸿上奏皇帝。唐中宗把周以悌流放白州，郭元振仍然驻守安西，赦免娑葛，册封他为十四姓可汗。第二年七月廿六，娑葛归降，被赐名守忠，为钦化可汗（归化可汗）。景云二年（711年），后突厥可汗默啜西征，娑葛率兵与唐朝北庭汉骑、坚昆兵合击后突厥汗国，授金山道前军大使，佐金山道行军大总管吕休璟。娑葛的弟弟遮努因为怨恨哥哥部众比自己多，便投靠默啜为向导，攻打娑葛。因军机泄露，默啜擒获娑葛後，将他兄弟二人全部杀死。突骑施部落臣服于后突厥，由娑葛部下黑姓苏禄统辖。